# Leucopholis proxima
Leucopholis proxima är en skalbaggsart som beskrevs av Brenske 1894. Leucopholis proxima ingår i släktet Leucopholis och familjen Melolonthidae. Inga underarter finns listade i Catalogue of Life.